# Vollenweider – Die Geschichte eines Mörders
Vollenweider – Die Geschichte eines Mörders ist ein Schweizer Dokumentarfilm von Theo Stich über den Mörder Hans Vollenweider.

## Handlung
Der Dokumentarfilm erzählt die Geschichte von Hans Vollenweider, der 1908 geboren und am 18. Oktober 1940 mit der Guillotine hingerichtet wurde. Schon in seiner Jugendzeit war er ein Einzelgänger. Als die Wirtschaftskrise eintritt, verliert er seine gut bezahlte Stelle als Kaufmann und kommt 1934 erstmals mit dem Gesetz in Konflikt. Man versucht ihn über eine psychiatrische Begleitung zu läutern, doch ein Jahr später verübt er einen Banküberfall, der misslingt und wofür er zweieinhalb Jahre ins Gefängnis muss. Aufgrund seiner psychischen Auffälligkeit wird er als nicht rehabilitationsfähig eingestuft und für weitere drei Jahre verwahrt.
Wegen guter Führung wird er in die Arbeitskolonie Ringwil verbracht, wo ihm am 4. Juni 1939 die Flucht gelingt. Anschliessend versucht er sich eine neue Identität zu verschaffen und sucht per Inserat einen Chauffeur. Er wählt unter den Bewerbern denjenigen aus, der ihm am ähnlichsten sieht. Das ist Hermann Zwyssig. Unter dem Vorwand, nach Luzern gefahren werden zu wollen, erschiesst er Zwyssig in der Nacht des 15. Juni und nimmt dessen Identität an. Kurze Zeit später überfällt er den Zürcher Postboten Emil Stoll und weil dieser ihm die Geldbörse nicht aushändigen will, erschiesst er ihn.
Um einem geregelten Leben nachgehen zu können, bewirbt er sich als Portier in einem Hotel im obwaldnerischen Sachseln und erhält die Stelle. Da er aber in einer Zürcher Wäscherei sein blutverschmiertes Hemd zur Reinigung gegeben hatte, wird diese aufmerksam und informiert die Polizei in Zürich. Diese gibt den Auftrag weiter an den Dorfpolizisten von Sachseln, Alois von Moos, welcher versucht am Abend des 23. Juni Vollenweider zu verhaften. Der widersetzt sich dem Zugriff und in einem Handgemenge wird der Polizist tödlich verletzt. Vollenweider kann vom Wirt des Hotels und weiteren Gästen überwältigt werden.

## Hintergrund
Hans Vollenweider war der letzte Mensch in der Schweiz, der nach zivilem Recht zum Tode verurteilt wurde. Die Hinrichtung erfolgte am 18. Oktober 1940 in Sarnen durch die Luzerner Guillotine. Vollenweider fiel dabei einer unglücklichen Konstellation von Rechtsprechung und politischer Ordnung zum Opfer.
Der Dokumentarfilm, der im 35-mm-Format gedreht wurde, versucht auch mithilfe von Zeitzeugen und Psychologen zu klären, wie ein als liebenswürdig und hilfsbereit geltender Mann zum skrupellosen Mörder werden konnte.
Ausserdem werden die Umstände der Hinrichtung beleuchtet, da zum Zeitpunkt der Vollstreckung die Todesstrafe eigentlich bereits abgeschafft worden war und somit Hans Vollenweider der letzte Zivilist war, der in der Schweiz hingerichtet wurde. 

## Aufführungen
Der Film wurde erstmals am 23. April 2004 am Filmfestival Visions du Réel in Nyon gezeigt und lief danach in den Kinos von Sarnen, Luzern, Zürich und Zug. Eine Fernsehausstrahlung erfolgte am 18. Januar 2011 auf 3sat.

## Kurzversion
Für die TV-Serie Kriminalfälle, die die Schweiz bewegten, von SF/3sat wurde 2007 eine 35-minütige Kurzversion des Films erstellt.

## Kritik
Bei Outnow.ch urteilte man über den Film: «Vollenweider – Die Geschichte eines Mörders ist ein recht spannender Dokumentarfilm, der trotz des bekannten Endes nichts von seiner Dramaturgie verliert. Der Film urteilt nicht und er verurteilt auch nicht. Dass Vollenweider ein Krimineller war, wird nicht bestritten. Wie das Rechtssystem funktionierte wird ebenfalls nicht hinterfragt. Einzig ob Jahre nach der Volksabstimmung zur Abschaffung der Todesstrafe und kurz vor deren Einführung im zivilen Strafrecht, die Hinrichtung Vollenweiders vertretbar war, lässt der Film offen. Populär war das Urteil allemal. Ein durchaus interessanter, etwas anderer Dokumentarfilm, mit 75 Minuten Länge sehr gut getimt.»
Charles Martig, Filmbeauftragter des Katholischen Mediendienstes schrieb: «Stilistisch erinnert ‹Vollenweider› an die ‹Erschiessung des Landesverräters Ernst S.›, einem Meilenstein des Dokumentarfilmschaffens in der Schweiz. Theo Stich [...] befragt akribisch und detailgetreu Orte, Gegenstände, Dokumente und Zeitzeugen. Geschichte wird lebendig gemacht. Es entsteht das Porträt eines Mörders mit einer vielschichtigen und widersprüchlichen Persönlichkeit.»
Bei Cinema.de findet sich die Kurzkritik: «Nüchtern rekonstruiert Filmemacher Theo Stich Vollenweiders Leben und Taten. Ein Denkanstoss zur Frage unseres Umgangs mit Verbrechern. Fazit: Akkurat recherchiert, nur leider unspannend.»

## Auszeichnungen
Der Film war erstmaliger Preisträger der neuen Auszeichnung Regards sur le crime von der Universität Genf und der Genfer Anwaltskammer bei seiner Uraufführung in Nyon.